# Люся (бронепоїзд)
Бронепотяг «Люся» — панцерний потяг збройних сил УГА, був побудований наприкінці 1918 року в Дрогобичі під наглядом четаря Солодухи.
Бронепотяг належав до  Третього корпусу УГА. Потяг складався саме з броневагона і вагона підтримки, озброєний гарматою і трьома кулеметами. Екіпаж складався із 19 осіб під командуванням четаря Теодора Шевця, офіцером, відповідальним за гармати і кулемети, був хорунжий Омелян Верхола.
У січні 1919 року до потяга додали новий броньований вагон, озброєний гарматою і п'ятьма кулеметами. Бронепотяг взяв участь у битві за Великий Любінь, місто було захоплене українськими військами. 18 травня 1919 війська 3-го корпусу відступали з Дрогобича і спалили бронепотяг, тому що залізничні колії були перекриті ворожими військами.